# جيش الموتى (تراث شعبي)
جيش الموتى (بالإنجليزية: Army of the Dead)‏ في التراث الشعبي الأمريكي إبان الحرب الأهلية: أرواح الموتى من الجنود الفيدراليين ظلت تسير في شوارع معينة في مدينة شارلستون في کارولينا الجنوبية. وقيل إنها الأرواح التي لم تستطع أن تجد الراحة بعد، وهذا المعتقد الشعبي قامت جماعة «كوكلاكس کلان» بتغذيته لإرهاب السود وإخافتهم، فقيل لهم إن الأشخاص الذين يضعون قبعة بيضاء هم أرواح الموتى هذه.